# Electrolux Motor
Electrolux Motor AB, tidigare EHAB, var Electrolux dotterbolag för tillverkning och försäljning av produkter inom segmentet skog och trädgård. Bolaget grundades 1980.
1978 förstärktes Electrolux svenska hushållsproduktsektor genom köpet av Husqvarna. Det innebar också ett helt nytt tillskott i produktsortimentet – motorsågar. Detta initierade i sin tur flera köp i samma bransch, AB Partner samma år och Jonsereds AB med motorsågsmärket Jonsered, Pioneer, Skil och Jobu.  Motorsågsverksamheten samlades i bolaget Electrolux Motor AB som existerade fram till 1991.
Electrolux Motor AB hade tillverkning i Jonsered, Brastad, Ödeshög och Huskvarna.